# Amtsgericht Malchin

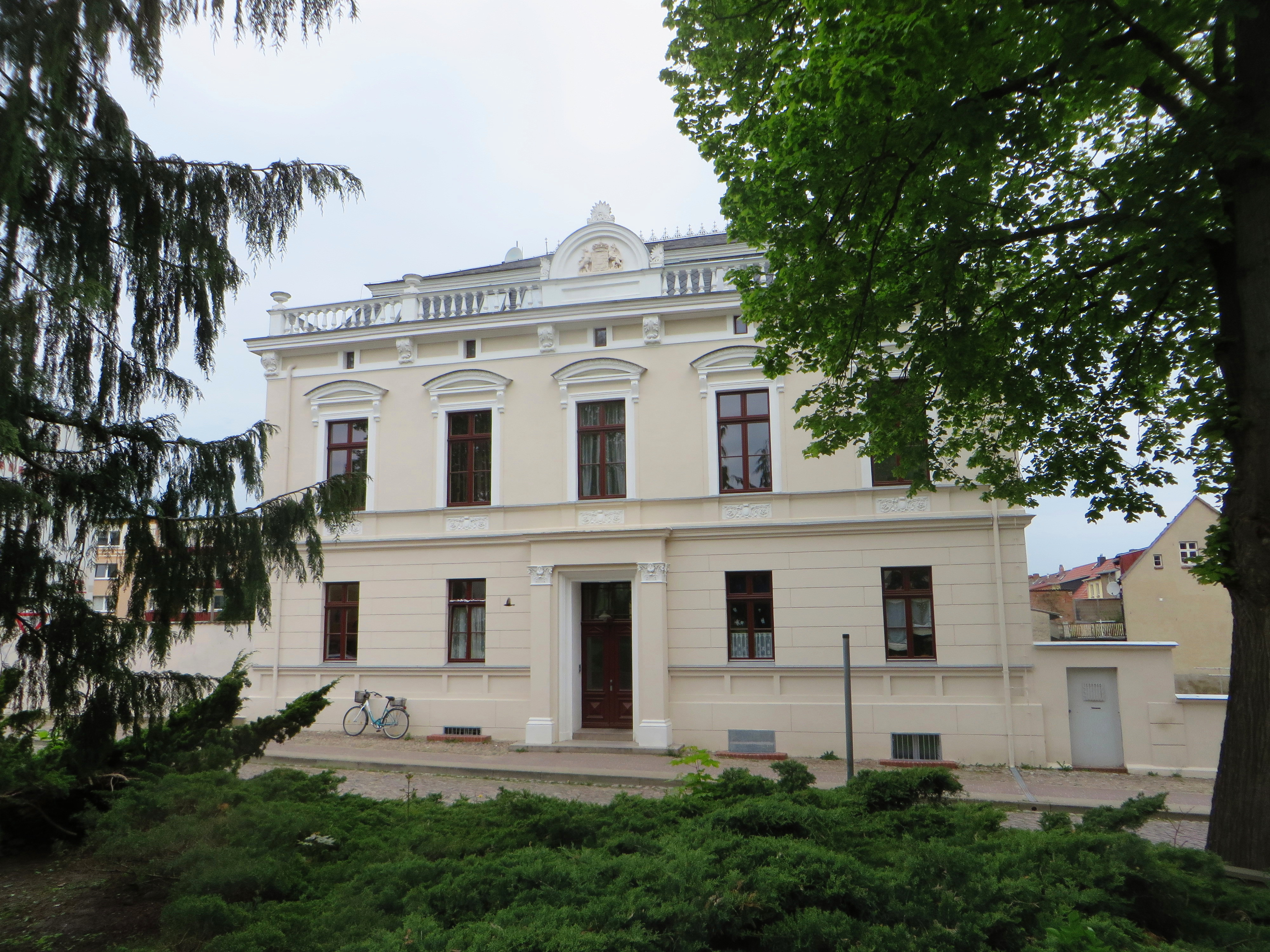
Gebäude des ehemaligen Amtsgerichts Malchin (2015)

Das Amtsgericht Malchin war ein Gericht der ordentlichen Gerichtsbarkeit des Landes Mecklenburg-Vorpommern im Bezirk des Landgerichts Neubrandenburg und vorher in Mecklenburg-Schwerin.

## Gerichtssitz und -bezirk
Das Gericht hatte seinen Sitz in der Stadt Malchin. Der Gerichtsbezirk umfasste das Gebiet des damaligen Landkreises Malchin. Dem Amtsgericht Malchin war das Landgericht Neubrandenburg übergeordnet. Zuständiges Oberlandesgericht war das Oberlandesgericht Rostock.

## Geschichte

### Mecklenburg-Schwerin
Im Rahmen der Reichsjustizgesetze wurden die bestehenden Gerichte des Großherzogtums Mecklenburg-Schwerin aufgelöst und Amts-, Landes- und Oberlandesgerichte gebildet. Das Amtsgericht Malchin war dem Landgericht Güstrow und dem Oberlandesgericht Rostock nachgeordnet. Am Gericht bestand 1880 eine Richterstelle. Das Amtsgericht war damit ein kleines Amtsgericht im Landgerichtsbezirk.
Sein Gerichtsbezirk umfasste die Stadt Malchin und Teile des Dominialamtes Dargun (Gorschendorf), des Dominialamtes Stavenhagen (Gielow und Hinrichsfelde) des ritterschaftlichen Amtes Neustadt (Tressow) und des ritterschaftlichen Amtes Stavenhagen sowie dem Malchiner See.

### DDR
In der DDR wurden die Amtsgerichte 1952 aufgelöst und einheitlich Kreisgerichte gebildet. In Malchin entstand so das Kreisgericht Malchin, welches dem Bezirksgericht Neubrandenburg nachgeordnet war. Gerichtssprengel war der Kreis Malchin.

### Nach dem Jahr 1989
Nach dem Zusammenbruch der DDR wurden die Kreisgerichte wieder aufgehoben und erneut Amtsgerichte, darunter das Amtsgericht Malchin, gebildet. Am 31. Dezember 1997 wurde das Gericht aufgehoben und in eine Zweigstelle des Amtsgerichts Demmin umgewandelt. Die Zweigstelle wurde am 9. Mai 2009 geschlossen.

## Gebäude
Das zweigeschossige denkmalgeschützte historisierende Gebäude wurde 1879 im Stil des Eklektizismus mit klassizistischen und barocken Elementen gebaut und befindet sich am Amtsgerichtsplatz. Auch die Zweigstelle war dort bis 2009 untergebracht. Heute ist es ein Wohnhaus.